# Macrocera inaequalis
Macrocera inaequalis är en tvåvingeart som beskrevs av Freeman 1951. Macrocera inaequalis ingår i släktet Macrocera och familjen platthornsmyggor. Inga underarter finns listade i Catalogue of Life.